# 石谷清職
石谷 清職（いしがや きよもと）は、江戸時代の旗本。

## 生涯
永井彦兵衛元孝の4男として生まれる。元禄9年（1696年）7月9日、養父である石谷清信の跡を継ぐ。同年8月13日、徳川綱吉に拝謁する。元禄16年（1703年）3月9日御書院の番士となる。宝永2年（1705年）、甲斐国の領地を駿河国有渡安倍二郡へ移される。宝永3年（1706年）1月27日、諏訪忠虎のところで幽閉されていた吉良義周（吉良義央の孫）が病死したため、信濃国諏訪に赴き、検使を務めた。宝永5年（1708年）7月25日、御使番となる。同年12月18日、布衣を着用を許される。宝永7年（1710年）1月11日、御目付となる。正徳元年（1711年）7月18日、評定所での勤務を賞されて端物二端を賜る。正徳4年（1714年）1月11日、二ノ丸の御留守居となる。享保元年（1716年）3月22日、御先銕炮の頭となった。

## 子女
- 石谷清胤

御書院の番士となった。
- 女子

堀織部利安の養女となる。
- 石谷清候

兄である石谷清胤の跡を継ぐ。
- 女子（松平親元の妻）

松平太郎親元の妻となる。